# Thomas Bates
Thomas Bates (* vor 1709; † wahrscheinlich 1760) war ein englischer Arzt.

## Leben
Über Bates’ Leben ist wenig bekannt. Er diente 1709 als Marinearzt im Mittelmeer. Später war er als Arzt von Königin Anne und deren Nachfolger Georg I. tätig. Im Juli 1714 brach die Rinderpest auf Farmen in der Umgebung Londons aus und Bates wurde beauftragt, die Tierseuche einzudämmen. Die eingeleiteten seuchenhygienischen Maßnahmen, die Keulung der infizierten Tiere und anschließendes Vergraben unter einer Schicht ungelöschtem Kalkes, erwiesen sich als schnell wirksam. Um derartige Maßnahmen durchsetzen zu können, empfahl Bates Kompensationszahlungen an betroffene Rinderhalter, die 40 Schilling pro getötetem Tier erhalten sollten. Ob Bates Kenntnis von den Maßnahmen gegen die Rinderpest hatte, die in Italien von Giovanni Maria Lancisi durchgeführt, aber erst 1715 in De bovilla peste publiziert wurden, ist unbekannt. Wie Lancisi stellte Bates fest, dass die Krankheit nicht nur von Tier zu Tier, sondern auch indirekt übertragen werden kann.
1718 wurde Bates zum Mitglied der Royal Society gewählt.
Die Rinderpest brach 1745 erneut in England aus. Bates – mittlerweile im Ruhestand und in Alton lebend – verwies auf seine ursprüngliche Veröffentlichung zu diesem Thema, inwiefern diese Beachtung fand, ist nicht bekannt.

## Schriften
- Thomas Bates: A brief account of the contagious disease which raged among the milch cowes near London, in the year 1714. And of the methods that were taken for suppressing it. In: Philosophical Transactions of the Royal Society. 1718, 30: 872–885, doi:10.1098/rstl.1717.0042.